# Gottlob Fredric Smerling
Gottlob Fredric Smerling, född 6 maj 1783, död 16 juli 1856, var en svensk grosshandlare.
Smerling verkade som grosshandlare i Stockholm. Han var även ledamot av direktionen över Stockholms undervisningsverk. Smerling invaldes som ledamot nummer 256 i Kungliga Musikaliska Akademien den 27 maj 1829.